# Salvador Vilaseca
Salvador Vilaseca i Anguera (*17 de abril de 1896 - †13 de abril de 1975) fue un historiador y médico español.

## Biografía
Sus primeros estudios los realizó en Reus, posteriormente cursó estudios universitarios en Madrid y Barcelona. En su juventud fue un destacado miembro de la Agrupación Excursionista de Reus e interesado, especialmente, por geología y las ciencias naturales, carrera que empezó a estudiar en Madrid, pero que finalmente cambió por la de medicina.
Militó en la Juventudes Nacionalistas de Reus. Al terminar la carrera de medicina contrajo matrimonio con Lluïsa Borrás, hija del ilustre médico reusense Eduard Borrás. Ejerció su profesión en Montbrió de Tarragona y luego en Reus. El 1923 fue nombrado médico forense sustituto del Juzgado de primera instancia local.
Fue miembro - entre otras - de la Asociación catalana de Antropología, Etnología y Prehistoria de la Real Academia de Buenas Letras de Barcelona[, de la Sociedad Española de Antropología, Etnografía y Prehistoria de Madrid; a nivel internacional del Instituto Internacional de Anthropologie de París. También fue vocal del Patronato de Arqueología de Barcelona.
Fue redactor jefe de la Revista del Centre de Lectura (desde 1926 a 1929). Sus investigaciones realizadas en la Cataluña meridional le dieron un gran prestigio científico, y además le permitieron la recopilación de una importante colección arqueológica, expuesta el 1932 en el Centre de Lectura y visitada por el presidente Macià y por el "conseller" Ventura i Gassol, que luego incrementó y después de su muerte se constituyó en el Museo Comarcal Salvador Vilaseca de Reus.
El 1933 fundó el Museo de Reus con la colaboración de algunos de sus conciudadanos, el cual recibió el nombre de Prim-Rull, inaugurado el 14 de abril de 1934, del cual fue el primer director, cargo que ejerció hasta su fallecimiento. En 1936, cofundó el Colegio de médicos forenses de la Audiencia de Barcelona. En 1938 ejerció como médico en la prisión preventiva de Reus, cargo que siguió ocupando después de la Guerra, aunque tuvo que responder a un expediente de depuración política, que fue sobreseído
Murió el 13 de abril de 1975. Para recordar tan ilustre personaje, llevan su nombre en su ciudad natal de Reus el Museo de la ciudad, uno de los institutos de secundaria y también una de sus avenidas.

## Obra literaria
Entre sus obras más destacadas figuran:
- Los terrenos paleozoicos del Campo de Tarragona (1918)
- Contribución al estudio de los terrenos triásicos de la província de Tarragona (1920)
- La industria del sílex de Cataluña (Reus 1936)
- Las industrias del sílex tarraconenses (Madrid 1953)
- Hospitales medievales de Reus (1958)
- Museo Municipal de Reus. Guía (1963, en colaboración con su hija Luisa Vilaseca),
- Reus y su entorno en la Prehistoria (Reus 1973)
- Las industrias de cantos rodados del Cabo de Salou (1975)